# Symmetric in Design
Symmetric in Design è il primo album in studio del gruppo musicale metal svedese Scar Symmetry, pubblicato nel 2005.

## Tracce
1. Chaosweaver – 3:40
2. 2012: The Demise of the 5th Sun – 3:51
3. Dominion – 3:26
4. Underneath the Surface – 3:50
5. Reborn – 3:58
6. Veil of Illusions – 5:06
7. Obscure Alliance – 3:42
8. Hybrid Cult – 5:00
9. Orchestrate the Infinite – 4:07
10. Detach from the Outcome – 3:25
11. Seeds of Rebellion – 3:12
12. The Eleventh Sphere – 5:19

## Formazione
- Jonas Kjellgren – chitarra, tastiere
- Per Nilsson – chitarra, tastiere
- Henrik Ohlsson – batteria
- Kenneth Seil – basso
- Christian Älvestam – voce